# Lepidopetalum fructoglabrum
Lepidopetalum fructoglabrum är en kinesträdsväxtart som beskrevs av P.C. van Welzen. Lepidopetalum fructoglabrum ingår i släktet Lepidopetalum och familjen kinesträdsväxter. Inga underarter finns listade i Catalogue of Life.